# 벨라루스 공군

### 개요
벨라루스의 공군 및 방공군은 육군과 함께 국가안보를 지키고있다. 본래 공군, 방공군이 따로 존재했지만 2001년에 합쳐져서 지금과 같은 형태를 가지게 되었다. 또 육군보다 전력은 작았지만 합쳐진 이후 커진상태이다. 주로 방공군이 영공통제와 영공방위를 담당하며, 공군은 주로 항공전과 적국의 주요시설및 군대에 대한 공격과 물자수송, 정찰을 담당한다. 벨라루스의 육군은 항공기가 아예없기 때문에 항공기운용은 공군만이 임무를 하고 있다. 항공라운델은 소비에트 연방과 러시아 공군(항공우주군이전의 공군, 현재의 예하 조직이 됨)이 사용했던 라운델을 사용중이다.
벨라루스어로сілы і войскі супрацьпаветранай абароны Рэспублікі Беларусь라고 하는데 Рэспублікі Беларусь은 벨라루스 공화국 Ваенна-паветранныя сілы는 공군 супрацьпаветранай абароны 방공, войскі는 군대를 뜻한다. 여기서 і는 그리고나 및 으로 사용한다. 그렇기에 번역하면 벨라루스 공군 및 방공군이 정식명칭이며, 약자는 공군은 ВПС로 방공군은 СПА가 되고 이를 줄여서 ВПС і СПА Рэспублікі Беларусь가 된다. 크게 사용되는 러시아어로 Военно-воздушные силы и войска противовоздушной обороны Республики Беларусь로 글씨는 다르지만 큰 맥락은 비슷하며 주로 ВВС и ВПВО Республики Беларусь로 표기한다. 이 문서에는 제목과 표제목을 정식명칭을 표기하였다.

### 총사령관
이고르 골럽 소장이 2017년 8월 31일 부터 현직 공군 사령관이 되었다.

### 각기지
공군및 방공군사령부
제 483사령부방위대대
공군
제 61전투기공군기지
제 50연합공군기지
제 116근위강습공군기지
방공군
제 15대공미사일여단
제 120대공미사일여단
제 1대공미사일연대
제 115대공미사일연대
제 147대공미사일연대
제 377근위대공미사일연대
제 740대공미사일연대
제 1146근위대공미사일연대
제 8전선공병여단
제 49전선공병여단
제 45독립통신연대
제 15독립전자전연대
제 276독립비행장 보호정비대대
제 83독립비행장 공병연대
제 223항공의학센터
제 570항공교통관제센터
제 927무인항공교육센터
제 144훈련장
제 210훈련장
제 3666항공기술창고
제 2631미사일무기 및 탄약기지

## 장비
이름 제조국 운용 비축 추가 비고
Su-30SM
소비에트 연방
4기
12기
Su-27
소비에트 연방
21기
Su-25
소비에트 연방 22기 20기
MiG-29
소비에트 연방 34기
벨라루스 공군 및 방공군 수송기
이름
제조국
운용
비축
추가
비고
Il-76
소비에트 연방
2기
9기
-
An-26
소비에트 연방
4기
-
-
벨라루스 공군 및 방공군 훈련기
이름
제조국
운용
비축
추가
비고
Yak-130
러시아
11기
-
-
L-39
체코
10기
-
-
벨라루스 공군 및 방공군 헬리콥터
이름 제조국 운용 비축 추가 비고
Mi-8계열
소비에트 연방/러시아
20기
Mi-26
소비에트 연방
6기
Mi-24
소비에트 연방
12기
Mi-35
러시아
벨라루스 공군 및 방공군 방공무기
이름 제조국 운용 비축 추가 비고
S-300계열
소비에트 연방
16문
9K37 부크
소비에트 연방
4문
9K33 오사
소비에트 연방
6문
9К35 스트렐차-10
소비에트 연방
6문
9K330 토르
러시아
21문